# Виллерме, Луи-Рене
Луи-Рене Виллерме (фр. Louis-René Villermé; 10 марта 1782 — 16 ноября 1863) — французский экономист и врач. Известен своими исследованиями социальной эпидемиологии или влияния социально-экономического статуса на здоровье в ранней индустриальной Франции. Был сторонником гигиенической реформы на фабриках и в тюрьмах. Его работа считается ключевой в истории социологии и статистических исследований. Считается одним из основателей эпидемиологии.

## Биография
Родился в Париже 10 марта 1782 года. За свою жизнь освоил несколько профессий, в том числе: армейский хирург, писатель и социальный экономист. В 1801—1804 годах учился у анатома Гийома Дюпюитрена. Во время правления Наполеона провёл десять лет на службе в армии (1804—1814). После выхода в отставку в 1818 году работал в качестве генерального секретаря Медицинского общества эмуляции. В 1823 году был избран членом Королевской медицинской академии.
Был одним из первых сторонников гигиенической реформы и одним из первых во Франции, кто связал гигиеническую реформу с социальной. Провел многочисленные исследования по социальной эпидемиологии, различиям в состоянии здоровья между классами в зависимости от заработной платы и условий жизни, используя свои знания врача для анализа данных, а также социальных исследований рабочего класса. Проводил исследования связи продолжительности жизни с доходом. Считается одним из основоположников эпидемиологии.

## Взгляды

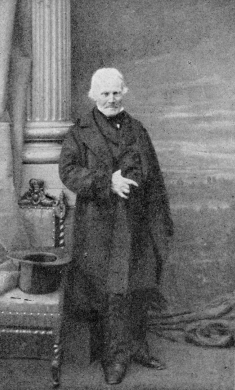
Луи-Рене Виллерме в возрасте 78 лет (1860 или 1861 год)

В политическом отношении Виллерме был либералом и верил, что индустриализм и развитая торговля могут стать источниками «производительного» богатства, которое улучшит здоровье населения. С точки зрения политической экономии, он в целом не поддерживал государственное вмешательство или регулирование, полагая, что здоровый частный сектор будет саморегулироваться и что просвещенные работодатели обеспечат более высокую заработную плату для рабочих. Не разделял радикальных или взглядов, ориентированных на классовую борьбу и политическую организацию.
Был сторонником государственного вмешательства лишь в сфере детского труда. Решительно выступал против детского труда и за обязательное образование детей. Взгляды Виллерме повлияли на принятие французского законодательства о детском труде в 1841 году.

## Достижения
Сопоставил показатели смертности в 12 округах Парижа с плотностью проживания и уровнем дохода. Будучи сторонником миазматической гипотезы, согласно которой болезни возникали от гнилостных испарений, Виллерме призывал городские власти начать масштабную уборку — вывезти мусор и вычистить общественные места в самых грязных районах. В поддержку своей кампании он учредил журнал, посвященный теме общественного здоровья, — Annales d’hygiène publique et de médecine légale, принимал активное участие в деятельности Санитарного совета Парижа, который развил особенно бурную деятельность в течение двух десятилетий с 1820 года.